# Artistblus
Artistblus är en typ av blus i rymlig modell med stora fickor och knappar hela vägen framtill.
Artistblusen härstammar från de rockar som konstnärer brukar använda för att skydda sina kläder då de målar. Skillnaden mellan målarrocken och artistblusen är just användningsområdet. Medan målarrockens främsta syfte är att agera som skydd mot färgstänk, är artistblusen snarare ett vardags- och festplagg skapat med konstnärliga själar i åtanke.
Artistblusen är ett troget inslag i den svenska designern Gudrun Sjödéns färgstarka sortiment. Hennes exemplar pryds ofta av broderier och tryckta mönster i material som ekologisk bomull, linne eller krinklad modal.